# D’r Hans im Schnokeloch
D’r Hans im Schnokeloch („Der Hans im Schnakenloch“; mit Schnaken sind Stechmücken gemeint) ist ein alemannisches Volkslied aus dem Elsass, das sich bis in das mittlere 19. Jahrhundert nachweisen lässt. Die Texte sind vielfältig, handeln aber gemeinhin von der notorischen Unzufriedenheit der Liedfigur Hans, der mit nichts und niemandem zufrieden ist.
Das in der Gegend von Straßburg entstandene Lied konnte sich im ganzen Elsass und schließlich auch über dieses hinaus verbreiten. Neben dem Dasein als Volks- und Kinderlied wurde das Lied zu einer Metapher für die ambivalente Geschichte des Elsass und gilt als dessen inoffizielle „Hymne“. Zudem regte es viele Kulturschaffende an und inspirierte unter anderem mehrere Bühnenwerke.

## Hintergrund und Geschichte

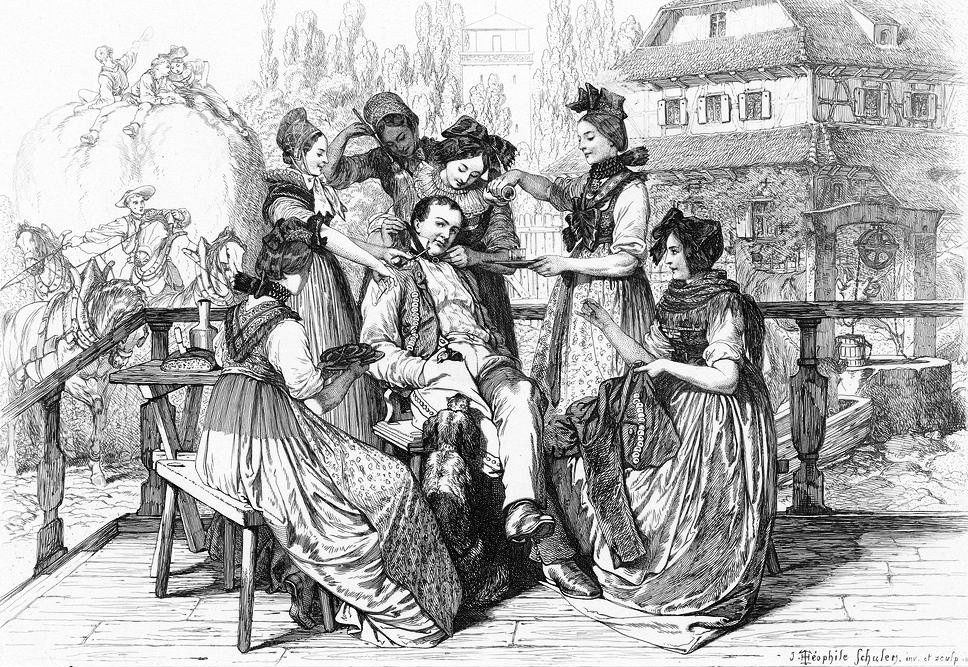
Hans im Schnockeloch, Radierung von Théophile Schuler (1821–1878). Im Hintergrund lässt sich das Breuscheckschlössel erkennen.

### Entstehungsmythos
Einer geläufigen Erzählung nach wurde der Text einem Gastwirt gewidmet, der in einem Schnokeloch genannten Gelände in Königshofen bei Straßburg seine Stätte betrieb. Womöglich handelte der Text ursprünglich davon, dass der Gastwirt Hans alles habe, was die Gäste bei ihm bestellen wollen – oder ebendas gerade nicht. Erst später sei der Text so abgeändert worden, dass er sich auf ein launisches Gemüt bezog. Bei der Melodie handelt es sich um eine damals weit verbreitete Volksweise, zu der auch andere Texte gesungen werden. Zum ersten Mal abgedruckt wurde der Text 1842 im Elsässischen Sagenbuch von August Stöber.

### Das Schnokeloch
Das Schnokeloch (⊙) ist ein ehemaliges Feuchtgebiet im Straßburger Stadtteil Königshofen, westlich des historischen Stadtkerns. Mit Schnoke sind in den regionalen Dialekten Stechmücken gemeint, die Bezeichnung als Loch ist auf die einst sumpfige Beschaffenheit der Ortschaft zurückzuführen. Es verläuft dort der Mühlbach, ein Nebenfluss der Breusch. Das anliegende Breuscheckschlössel (⊙) ist in vielen bildlichen Darstellungen der Legende im Hintergrund zu erkennen. Durch die Ortschaft verläuft die Rue du Schnokeloch, der Bezug des Straßennamens auf ein „Schnakenloch“ lässt sich bis in das Jahr 1817 nachweisen.

## Texte

### Alemannische Texte
Der bekannte Hauptvers wurde 1842 im Elsässischen Sagenbuch von August Stöber zum ersten Mal abgedruckt und in dessen Anmerkungsapparat als „ein im Elsasse altbekanntes Volkslied“ beschrieben.
Der Hans im Schnockeloch hett Alles was er will!

Und was er hett, diß will er nitt,

Und was er will, diß hett er nitt.

Der Hans im Schnockeloch hett Alles was er will!
Der Hans im Schnakenloch hat alles was er will!

Und was er hat, das will er nicht,

Und was er will, das hat er nicht.

Der Hans im Schnakenloch hat alles was er will!
Darauf folgen sechs weitere Verse, die von Adolf Stöber, dem Bruder des Herausgebers, beigesteuert wurden. Diese weisen einen tragischen, moralisierenden Charakter auf: Der notorisch unzufriedene „Hans im Schnakenloch“ versagt sich einem behaglichen Dasein mit Frau und Hof und wird vom Schicksal in den Ruin getrieben. Das Lied endet mit dem Tod von Hans, die letzte Strophe ruft zu Genügsam- und Frömmigkeit auf.
Er isch e richer Bur, unn ’s gfallt em nimm sin Hus;

Abriße loßt er sin Gebei,

Unn stellt sich funkelnauelnei

E Hus mit Schir unn Stall an’s Gallebriechel nus.

Unn in der erste Nacht, uff einmol ruft’s: Firio!

Sin Hus verbrennt, unn d’Stallung mit –

Unn was er will, diß hett er nitt.

Jez leit sin neier Beau – e Kohlehuffe – do.

Er hett e sufri Frau, getreu in Glück unn Nod,

Rechtschaffe, so wie’s weni gitt:

Doch was er hett, diß will er nitt –

Er loßt sie sitze dheim, bis sie sich grämt ze Dod.

Jez bli’t em noch sin Guet. Was macht er? Schla uff Schla

Verkauft er Alles, Matt unn Feld,

Unn macht sin ganzi Hab ze Geld,

Unn setzt sich uff e Schiff for nooch Amerika.

Was gschicht? e Sturm bricht los; unn in der letschte Nod

Küm schwimmt er selbst an’s Ufer noch;

Kummt bettelarm in’s Schnockeloch,

Unn schafft als Bureknecht bedrüebt um’s däili Brod.

Unn ze Sant-Galle druß, dort hett er jezt sin Grab:

Unn was er hett, diß mueß er han,

Unn war er will, er kann’s nitt han –

Drum leb zefridde doch mit Gott unn diner Hab!
Er ist ein reicher Bauer, und es gefällt ihm nicht mehr sein Haus;

Abreissen lässt er sein Gebäu

Und stellt sich funkelnagelneu

Ein Haus mit Scheuer und Stall ans Gallenbreuschlein hinaus.

Und in der ersten Nacht, auf einmal ruft’s: Feurio!

Sein Haus verbrennt, und die Stallung mit –

Und was er will, das hat er nicht.

Jetzt liegt sein neuer Bau – ein Kohlenhaufen – da.

Er hat eine saubere Frau, getreu in Glück und Not,

Rechtschaffen, so wie’s wenige gibt:

Doch was er hat, das will er nicht –

Er lässt sie sitzen zuhause, bis sie sich grämt zu Tode.

Jetzt bleibt ihm noch sein Gut. Was macht er? Schlag auf Schlag

Verkauft er alles, Wiese und Feld,

Und macht sein ganzes Hab zu Geld,

Und setzt sich auf ein Schiff für nach Amerika.

Was geschieht? Ein Sturm bricht los; und in der letzten Not

Kaum schwimmt er selbst ans Ufer noch;

Kommt bettelarm ins Schnakenloch,

Und arbeitet als Bauernknecht betrübt ums tägliche Brot.

Und draussen in St. Gallen, dort hat er jetzt sein Grab:

Und was er hat, das muss er haben,

Und was er will, er kann’s nicht haben –

Darum lebe zufrieden doch mit Gott und deiner Habe!
Einige bekannte Verse greifen die Widersprüchlichkeit des Originals auf: Un was er saat, diss denkt er nit; Un was er kann, diss macht er nit, Un was er duet, diss soll er nit. Auch anstößige Verse mit obszönem oder makaberem Inhalt sind verbreitet. Sie handeln etwa davon, dass Hans „eine Schnake im Loch [Anus]“ habe und sie nicht entfernen kann oder dass Hans aus Verzweiflung aus dem Fenster springt und in ein „Narrenhaus“ kommt.
Die in der Deutschschweiz verbreiteten Variationen handeln mitunter vom Hans im Schnäggeloch („Schneckenloch“).

### Französische Texte
Es konnten sich auch französischsprachige Texte etablieren. Neben singbaren Übersetzungen der alemannischen Vorlage (Le Hans de Schnokeloch) gibt es auch Verse, die eigene Geschichten erzählen; etwa dass Hans eine Hexe verprügeln geht.

## Verbreitung und Bedeutung
Unter anderem im Hinblick auf die wechselhafte Geschichte des Elsass, das im Verlauf der Moderne mehrere Male die staatliche Zugehörigkeit wechselte und Schauplatz vieler militärischer Auseinandersetzungen war, erhielt das Volkslied eine lokalpatriotische Aufwertung zur inoffiziellen „Hymne des Elsass“. Der Hans im Schnokeloch wurde zu einer Metapher für den Elsässer, der weder eindeutig deutsch noch eindeutig französisch ist; seine Gefühlsschwankungen wurden zum elsässischen Lokalgemüt stilisiert. Der Schriftsteller, Theologe und Jurist Frederic Hoffet äußert sich in seinem Essay Psychanalyse de l’Alsace wie folgt zu den Versen über den Hans im Schnokeloch:

« Ces mots traduisent admirablement l’insatisfaction essentielle de l’Alsacien, ce quelque chose de flottant, d’incertain qui explique ses brusques et mystérieux retournements. Il ne sait pas où il va. Il en est toujours à se chercher. »

„Diese Worte bringen auf bewundernswerte Weise die essenzielle Unzufriedenheit des Elsässers zum Ausdruck, dieses wankelmütige, unsichere Etwas, das seine plötzlichen und schleierhaften Umschwünge erklärt. Er weiß nicht, wohin er geht. Er ist stets auf der Suche nach sich selbst.“

Bei einer Diskussion in der französischen Nationalversammlung im Jahre 2019 um die Gründung der Europäischen Gebietskörperschaft Elsass brachte der Abgeordnete Thierry Michels (La République en Marche) seine Unterstützung für die Gebietskörperschaft zum Ausdruck, in dem er D’r Hans im Schnokeloch zu singen begann. Caroline Fiat (La France insoumise) reagierte mit dem Zwischenruf, dass „die Sprache der Republik“ Französisch sei („La langue de la République est le français !“), und auch die Präsidentin mahnte, dass Regionalsprachen im Plenarsaal untersagt seien.
Das Lied erlangte auch über das Elsass hinaus Bekanntheit, als unpolitisches Volks- und Kinderlied ist es im gesamten alemannischen Dialektraum verbreitet.

## Abgeleitete Bühnenwerke
Die Liedfigur des Hans im Schnokeloch diente mehrfach als Inspiration für Bühnenwerke, wobei D’r Hans im Schnokeloch (1903) von Ferdinand Bastian und Hans im Schnakenloch (1915) von René Schickele erhebliche Bekanntheit erlangten. Auch der seinerzeit weit bekannte Kabarettist Germain Muller griff die Figur auf, und der Schweizer Musiker Andrew Bond verfasste auf Grundlage des Volksliedes das Kindermusical De Hans im Schnäggeloch (2013).

### D’r Hans im Schnokeloch(1903)
Der elsässische Mundartdichter Ferdinand Bastian veröffentlichte 1903 D’r Hans im Schnokeloch, ein „Volksspiel in 4 Aufzügen“. Das Stück baut auf dem Text von Adolf Stöber im Elsässischen Sagenbuch auf und baut dessen Handlung zu einer Tragikomödie mit musikalischen Einlagen aus. Vor allem im 3. Akt werden viele regionale Volkslieder gesungen, darunter D’r Murwaddel, S’Elsass, unser Ländel und auch das dem Stück zugrundeliegende D’r Hans im Schnokeloch. Die Dialoge sind auf Elsässisch verfasst, mit vielen französischen Lehnausdrücken sowie mitunter „Erzen“ und „Ihrzen“ als gebräuchliche Höflichkeitsformen. 
Im Jahr 1928 wurde dem Autor zur 1000. Vorstellung des Stückes gratuliert. Bereits 1922 wurde eine Stummfilmadaption umgesetzt.

#### Handlung
Hans ist ein junger, deprimierter Hofbesitzer, der sich von den kleinsten Unzulänglichkeiten aus der Fassung bringen lässt, mit zynischen Sprüchen seine Mitmenschen verletzt und einen großen Lebensüberdruss empfindet. Mit seinen Tanten Lehn und Angenes sowie dem mürben Knecht Casper bewirtschaftet er seinen Hof. Die Tanten glauben, dass Hans mehr Halt hätte, würde er eine Frau heiraten. Dieser träumt aber lieber davon, eines Tages ein großes Haus zu besitzen oder wie sein Freund François nach Amerika auszuwandern. Nur für seine Base Urschel empfindet er gewisse Liebesgefühle. Nach einer ereignisreichen Verkupplung durch Lehn heiratet er diese schließlich, zeugt mit ihr ein Kind und baut sich ein neues Haus, das er sich mit dem Verkauf eines Mondkalbes finanziert. Bei der Tauffeier des Kindes bricht jedoch ein Brand im Schnokeloch aus, worauf Hans frustriert seine Familie im Stich lässt, um nach Amerika auszuwandern. Als er fünf Jahre später verwahrlost nach Straßburg zurückkehrt, verpasst er um wenige Augenblicke die Abreise von Urschel, die nun ihren Cousin Grosskost geheiratet hat. Er bittet Lehn und Casper, niemandem von seiner Rückkehr zu erzählen, und verabschiedet sich für immer.

### Hans im Schnakenloch(1915)
Der deutsch-französische Schriftsteller René Schickele veröffentlichte im Jahr 1915 das expressionistische Drama Hans im Schnakenloch, welches vom Schicksal der Elsässer bei Ausbruch des Ersten Weltkrieges handelt. Das Werk gilt als Ausdruck von Schickeles Pazifismus und als erstes deutsches Drama, das auf den Ersten Weltkrieg Bezug nimmt.
Beim allgemeinen Publikum beliebt, wurde das Werk der kriegskritischen Tendenzen wegen von deutschen und österreichischen Behörden zeitweise verboten oder im Sinne ihrer Zensur angepasst. Im Deutschen Reich wurde gar die Oberste Heeresleitung auf das Stück aufmerksam; der Erste Generalquartiermeister Erich Ludendorff nahm erheblichen Einfluss gegen dessen Freigabe durch die Zensurbehörden.

#### Handlung
Hans Boulanger ist ein rastloser, selbstherrlicher Mann, der das Schnakenloch, den von seinem Vater geerbten Hof, mit leichtsinnigen Entscheidungen kaputtwirtschaftet, verschwenderische Reisen und Ausflüge unternimmt, die Erziehung seiner Kinder vernachlässigt und seine Frau betrügt. Als der Erste Weltkrieg ausbricht, wird die Familie Boulanger gespalten: Hans selbst ist aus gesundheitlichen Gründen nicht dienstpflichtig und möchte das Schnakenloch nicht verlassen. Sein Bruder dient als Leutnant im Deutschen Heer. Die Mutter identifiziert sich als Französin, betet aber für ihren kämpfenden Sohn. Hans’ deutsche Frau stellt ihre Nationalität hinter die Liebe zu ihrer Familie, obwohl ihr Mann sie immer wieder betrügt und verletzt. Als das Kriegsgeschehen das Schnakenloch erreicht, wird Hans von Todessehnsucht ergriffen. Er beschließt, Familie und Hof schlagartig hinter sich zu lassen, um als französischer Soldat auf dem Schlachtfeld zu sterben.

## Trivia
Für das Fahrgeschäft Madame Freudenreich Curiosités im Europa-Park in Rust wurde ein Soundtrack aus verschiedenen Arrangements des Volksliedes produziert.